# 相生市立若狭野小学校
相生市立若狭野小学校（あいおいしりつ わかさのしょうがっこう）は、兵庫県相生市若狭野町にある公立小学校。2022年（令和4年）5月1日現在の児童数は61名となっている。2026年に相生市立青葉台小学校に統合される予定となっている。

## 沿革
- 1874年（明治7年）3月 - 博修小学校
- 1876年（明治9年）1月 - 修宝小学校
- 1877年（明治10年） - 八洞小学校
- 1882年（明治15年） - 上松支校・東西後明支校をみる
- 1883年（明治13年）3月 - 八洞梶に校舎を新築
- 1890年（明治20年） - 簡易小学校となり、修業年限は3年となる
- 1893年（明治23年） - 第二次小学校令により簡易小学校を廃し、尋常科として修業年限は4年となる
- 1905年（明治35年）
  - 2月 - 八洞小学校を若狭野小学校と改称
  - 4月 - 高等科を併し、若狭野尋常高等小学校と改称
- 1923年（大正12年）4月 - 補習学級を置く。
- 1941年（昭和16年）4月 - 国民学校令により若狭野国民学校と改称
- 1947年（昭和22年）4月 - 学制改正により相生市立若狭野小学校と改称
- 1960年（昭和35年）9月 - 校歌制定
- 1969年（昭和44年）3月 - 現校舎落成
- 1992年（平成4年）12月 - 「みどりの賞」受賞
- 1993年（平成5年）7月 - 「明日っ子教育平和賞」受賞
- 2004年（平成16年）10月 - 創立130年を迎え、記念航空写真撮影

## 校区
- 若狭野町入野字大谷1257番地の5、75、78、82、186、188、190から248まで、250から261まで。ただし、若狭野町入野字矢野谷1259番地の2及び1259番地の3、若狭野町入野字池田925番地の3、934番地の1、935番地の1、937番地の1、942番・944番合併の1を除く。

## 主な進学先中学校
- 相生市立矢野川中学校

## 校区が隣接している学校
- 相生市立矢野小学校
- たつの市立揖西西小学校
- 相生市立那波小学校
- 相生市立青葉台小学校
- 赤穂市立高雄小学校
- 赤穂市立原小学校
- 上郡町立高田小学校